# Drugi rząd Heinricha Brüninga
Drugi rząd Heinricha Brüninga – 10 października 1931 – 1 czerwca 1932.
| Funkcja                                                 | Imię i nazwisko                                       | Partia      |
| ------------------------------------------------------- | ----------------------------------------------------- | ----------- |
| Reichskanzler - Kanclerz Rzeszy                         | Heinrich Brüning                                      | Zentrum     |
| Stellvertreter des Reichskanzlers - Wicekanclerz Rzeszy | Hermann Dietrich                                      | DDP         |
| Minister spraw zagranicznych                            | Heinrich Brüning                                      | Zentrum     |
| Minister spraw wewnętrznych                             | Wilhelm Groener                                       | bezpartyjny |
| Minister sprawiedliwości                                | Curt Joël                                             | bezpartyjny |
| Minister finansów                                       | Hermann Dietrich                                      | DDP         |
| Minister gospodarki                                     | Hermann Warmbold (do 5 maja 1932) Ernst Trendelenburg | bezpartyjny |
| Minister polityki żywnościowej i rolnictwa              | Martin Schiele                                        |             |
| Minister pracy                                          | Adam Stegerwald                                       | Zentrum     |
| Minister obrony                                         | Wilhelm Groener                                       | bezpartyjny |
| Minister transportu                                     | Gottfried Treviranus                                  | KVP         |
| Minister poczty                                         | Georg Schätzel                                        | BVP         |
| Minister bez teki                                       | Hans Schlange-Schöningen (od 5 listopada 1931)        |             |